# Luis de Carvajal (teólogo)
Luis de Carvajal O.F.M. (circa 1500 - Jódar 1550) fue teólogo franciscano español.

## Biografía
De la noble y rica familia de Carvajal, señores de Xodar (Jódar en Jaén) en la vieja provincia Española de Baetica, Carvajal fue poseedor de extraordinarios dones de mente y corazón, a una temprana edad fue enviado a la Universidad de París, donde completó sus estudios. En Jódar una de las principales calles de la ciudad está dedicada a este teólogo.
Habiendo entrado en la Orden Franciscana, enseñó teología en París, de ahí fue enviado como representante del Cardenal Angelus al Concilio de Trento. Durante la quinta sesión, en la cual la doctrina del pecado original era discutida, Carvajal se dirigió al Concilio a favor de la Inmaculada Concepción, por cuya defensa ya había ganado fama en París. Debido a él, sin duda, el Concilio inserta las palabras “Declarat tamen” al final del quinto canon de esa sesión. El último vislumbre que tenemos de Carvajal es en Amberes en 1548, en cuyo tiempo elaboró la tercera edición de su "Theologicarum sententiarum liber singularis".

## Obras
- "Apologia monasticae professionis" (Amberes, 1529), defensa de las órdenes religiosas en contra de Erasmo
- "Dulcoratio amarulentiarum Erasmicae responsiunis ad Apologiam Fratris Lodovici Carwaiali, ab eodem Lodovico edita", impresa a sus expensas en París en 1530 por Simon de Colines.
- "Declamatio expostulatoria pro immaculatâ conceptione" (París, 1541)
- "Theologicarum sententiarum liber singularis" (Amberes, 1548)